# Al-Gazal
Yaḥyà ibn al-Ḥakam al-Bakrī (en árabe: يحيى بن الحكم البكري‎) (Jaén; 772-866), llamado por su belleza «al-Ġazāl» (en árabe: «'الغزال'»‎) [«la gacela»], fue un poeta andalusí conocido por su capacidad para la sátira y por ser precursor en introducir ciertos rasgos coloquiales en el lenguaje poético de al-Ándalus, aunque hasta la literatura de las taifas no aparece una poesía escrita en dialecto andalusí en moaxajas y zéjeles.

## Biografía
Nació en el seno de una familia aristocrática de linaje árabe y desempeñó altos cargos con los emires omeyas de Córdoba. Viajó a tierras septentrionales y bizantinas como embajador.
Según una anécdota de ˁAbbās ibn Nāṣih, el más importante poeta de al-Ándalus de la primera mitad del siglo IX, se dio a conocer en la corte de Alhakén I corrigiendo una casida de Ibn Nāṣih.
Su biografía está llena de anécdotas legendarias basadas en su carácter. Tuvo fama de pensador independiente y de poseer un espíritu libre. Su condición le hizo acreedor del odios de alfaquíes y ulemas, guardianes de la ortodoxia religiosa islámica, contra quienes dirigió sus ácidas invectivas.
Destacó, por tanto, en el género satírico, con una extraordinaria habilidad para el registro popular del árabe, si bien también dominó el panegírico, con el que comenzó su trayectoria como poeta dirigiendo sus versos laudatorios a Alhakén I. A pesar de laños inconvenientes, su carácter irreductible le llevó a dirigir sus dardos hacia algunos de los más destacados miembros del séquito de Abderramán II, como el eunuco Naṣr o el gran poeta y músico Ziryāb. Estas sátiras despiadadas le ocasionaron el ostracismo del cuarto emir cordobés, que le desterró a Irak.
Su estancia en Irak le permitió conocer la poesía  modernista que practicaban autores de la talla de Abū Nuwās. Los modernistas componían poemas a los placeres epicúreos, creando géneros novedosos como el báquico. Así, quizá Al-Ġazāl sea el primer poeta andalusí en escribir una composición de este género, muy elogiada por los círculos literarios de Oriente. El poema describe, de un modo realista y con un lenguaje coloquial, las costumbres bohemias, libertinas y exquisitas de al-Ándalus. También se recuerda a Al-Ḥakam Al-Bakrī por una extensa urğūzah —poema de métrica rağaz— en la que relata la conquista de Hispania, la guerra entre visigodos y musulmanes y la historia de los valíes y emires desde la invasión sarracena hasta sus días.
Ibn Ḥayyān, en su Al-Muqtabis II, definió su calidad poética con las siguientes palabras:

Tenía grandes dotes poéticas y una dócil inspiración que le permitía recorrer los distintos estilos con dulces palabras, hermosos conceptos y abundante estro. La mayor parte de su poesía se inclina a lo festivo y la broma, por lo que a veces usa palabras populares y vulgares, si bien en su producción elaborada y depurada es buena y excelente. Junto a su brillante educación, era un sabio variado, abundante, capaz de frivolidad al hablar, chistoso, profundo, donoso en sus noticias, cuyo recuerdo era permanente en preteridas épocas.
Ibn Ḥayyān, Al-Muqtabis II.